# کینگ فیش لوینسکی
کینگ لوینسکی (به انگلیسی: King Levinsky) با نام اصلی هریس کراکف (۱۰ سپتامبر ۱۹۱۰–۳۰ سپتامبر ۱۹۹۱)، که با نام "کینگ فیش لوئینسکی (به انگلیسی: Kingfish Levinsky) هم شناخته می‌شود، بوکسور سنگین وزن آمریکایی بود که در دهه ۱۹۳۰ مبارزه می‌کرد. وی متولد هریس کراکوف و عضو خانواده ماهی فروش کراکوف خیابان ماکسول در محله یهودیان قدیمی شیکاگو بود. نوه او به نام نوح لوینسکی، ساکن و شاغل منطقه بوستون است.

## دوران بوکس حرفه ای
لوینسکی بوکسوری سنگین‌وزن بود که بیشترین بردش در برابر جک شارکی قهرمان سابق سنگین‌وزن که در مسابقه ۱۰ راندی انجام شد و همچنین تامی لوگران قهرمان سابق نیمه سنگین‌وزن بود. او دو بار توسط پریمو کارنرا، شکست خورد و همچنین به مکس بیر باخت. اگرچه او هرگز قهرمان نشد، ولی با همه مبارزان برتر دوران خود روبرو شد.
در مقاله ای از مجله تایم در ماه مه ۱۹۳۲ آمده‌است: "اگر کارایی یک بوکسور را با توانایی او در رینگ مشخص می‌کردید، هری کراکوف در بین وزن‌های سنگین آمریکا بهتر از دهم نمی‌شد. سال گذشته او ۱۵ مبارزه داشت که تنها هشت بار قهرمانی را کسب کردید، اگر شما کارایی را به عنوان توانایی جنگنده برای کسب درآمد در تجارت خود تعریف می‌کنید، ممکن است کینگ فیش لوئینسکی به عنوان بهترین مبارز ایالات متحده در ۱۵ ماه گذشته، در جنگ‌های خود با اسلاتری، گریفیتس، کامرا، پائولینو و یک مبارزه نمایش در برابر جک دمپسی با ۲۵۴٬۱۲۴٫۶۸ دلار درآمد قرار بگیرد. او ممکن است امسال بیشتر از اشمیتینگ، شارکی، دمپسی، کامرا یا شاف درآمد کسب کند. قدرت درآمد کینگ فیش لوئینسکی تا حدودی ناشی از شیوه و استایل جذاب او در رینگ است… این قدرت تا حدودی به دلیل این واقعیت است که بیشتر مسابقه‌های لوینسکی در شیکاگو بوده‌است، جایی که همه می‌دانند که او در وست ساید شیکاگو بزرگ شده و به راحتی و با فشار یک دکمه، در خیابان ماکسول وارد تجارت ماهیگیری شد.